# Cahuzac-sur-Vère
Cahuzac-sur-Vère is een gemeente in het Franse departement Tarn (regio Occitanie) en telt 1027 inwoners (1999). De plaats maakt deel uit van het arrondissement Albi.

## Geografie
De oppervlakte van Cahuzac-sur-Vère bedraagt 30,7 km², de bevolkingsdichtheid is 33,5 inwoners per km².
De onderstaande kaart toont de ligging van Cahuzac-sur-Vère met de belangrijkste infrastructuur en aangrenzende gemeenten.

## Demografie
Onderstaande figuur toont het verloop van het inwonertal (bron: INSEE-tellingen).